# Djungelns lag
Djungelns lag är ett uttryck med koppling till djungeln som en hård och laglös miljö. I denna djungel går störst först, och det handlar om att äta eller ätas. Uttrycket syftar på en miljö där någon eller några gör vad de vill, utan inblandning eller med respekt för rättsväsen och samhällsregler. 